# ستيفن جاكسون (لاعب كرة قدم)
ستيفن جاكسون (بالإنجليزية: Steven Jackson)‏ (و. 1983  م) هو لاعب كرة قدم أمريكية، من الولايات المتحدة، ولد في لاس فيغاس، نيفادا، يلعب كراكض للخلف ‏.

## التعليم
تعلم في Eldorado High School (Nevada) ‏.

## روابط خارجية
- ستيفن جاكسون على موقع إي إس بي إن.كوم (أن.أف.أل)3
- ستيفن جاكسون على موقع مرجع كرة القدم المحترفة.كوم (الإنجليزية)